# Nucetto
Nucetto là một đô thị tại tỉnh Cuneo trong vùng Piedmont của Italia, vị trí cách khoảng 90 km về phía đông nam của Torino và khoảng 40 km về phía đông của Cuneo. Tại thời điểm ngày 31 tháng 12 năm 2004, đô thị này có dân số 451 người và diện tích 7,6 km².
Đô thị Nucetto có các frazioni (đơn vị cấp dưới, chủ yếu là các làng) Villa, Nicolini, Caramelli, Livrato, Cadirei, Roattavà Stra' veia.
Nucetto giáp các đô thị: Bagnasco, Battifollo, Ceva và Perlo.